# معمل صباغة السيارات (أولاد الحاج سايس)
معمل صباغة السيارات هو دُوَّار يقع بجماعة أولاد الطيب، عمالة فاس، جهة فاس مكناس في المملكة المغربية. ينتمي الدوّار لمشيخة أولاد الحاج سايس التي تضم 28 دوار. يقدر عدد سكانه بـ 79 نسمة حسب الإحصاء الرسمي للسكان والسكنى لسنة 2004.

## روابط خارجية
- البوابة الوطنية للجماعات الترابية نسخة محفوظة 12 مارس 2018 على موقع واي باك مشين.
- المندوبية السامية للتخطيط